# Les Diaboliques (film)
Pour les articles homonymes, voir Les Diaboliques.
Pour plus de détails, voir Fiche technique et Distribution.
Les Diaboliques est un film français réalisé par Henri-Georges Clouzot, sorti en 1955, inspiré du roman Celle qui n'était plus de Pierre Boileau et Thomas Narcejac.
Avec dans les rôles principaux Simone Signoret, Véra Clouzot, Paul Meurisse et Charles Vanel, l'histoire mélange des éléments de thriller et d'horreur. L'intrigue se concentre sur deux enseignantes, la maîtresse d'un homme marié et l'épouse légitime de ce dernier, qui conspirent pour assassiner l'homme en question ; cependant, après que le crime a été commis, le corps du défunt disparaît et des événements étranges s'ensuivent.
Le film a été le dixième plus important succès de l'année 1955 avec un total de 3 674 380 entrées en France et présente un double retournement final resté célèbre (le générique de fin recommande d'ailleurs aux spectateurs ayant vu le film de ne pas le divulguer).

## Synopsis
Un pensionnat de garçons de seconde zone à Saint-Cloud, dans le département de la Seine, est dirigé par le tyrannique et cruel Michel Delassalle. L'école appartient cependant à son épouse, la frêle professeure Christina, une émigrée du Venezuela. Michel entretient également une relation avec Nicole Horner, une autre enseignante de l'école. Les deux femmes, l'épouse et la maîtresse, sont proches l'une de l'autre, cette proximité étant principalement fondée sur leur haine commune de Michel. Ce dernier est cruel envers les élèves, est craint de tout le corps enseignant, bat Nicole et se moque de Christina en raison de sa maladie cardiaque.
Incapable de supporter plus longtemps ses mauvais traitements, Nicole élabore un plan pour se débarrasser définitivement de son amant. Bien qu'hésitante au début car très croyante et sujette aux superstitions, Christina finit par accepter d'aider Nicole. Utilisant une menace de divorce pour attirer Michel dans la maison de Nicole à Niort, les deux femmes le noient dans une baignoire. Elles placent son corps dans une grande malle d'osier et le transportent en voiture, avant de le jeter dans la piscine de l'institution après leur retour. Ainsi, selon elles, lorsque le cadavre remontera à la surface, tout le monde pensera à un accident. Cependant le cadavre de Michel ne remonte pas, et n'apparaît pas lorsque la piscine est vidée. Par la suite, le costume que portait Michel lorsqu'elles l'ont noyé revient de la teinturerie. Le propriétaire de la teinturerie rend également une clé d'une chambre d'hôtel voisine qui se trouvait être dans un des vêtements. Christina se rend dans la chambre, et l'homme de ménage lui dit que Michel avait conservé l'accès à la chambre pendant un certain temps, mais ne le voyait que rarement, voire jamais, et qu'il n'y entreposait rien.
Nicole voit dans le journal que la police aurait trouvé le cadavre. Mais lorsque Christina se rend à la morgue, elle constate qu'il ne s'agit pas du corps de Michel. Elle y rencontre Alfred Fichet, un policier à la retraite qui travaille maintenant comme détective privé. Il est particulièrement analytique et observe ses réactions. Il s'implique dans l'affaire, au grand dam de Nicole.
Christina, Nicole et d'autres enseignants trouvent un élève qui prétend que Michel lui a ordonné de ratisser des feuilles pour le punir d'avoir cassé une fenêtre. Après avoir entendu cela, les problèmes cardiaques de Christina s'aggravent et ses médecins craignent qu'elle ne meure bientôt si elle ne reste pas alitée. Plus tard, une photo de classe semble faire apparaître la silhouette spectrale de Michel dans une fenêtre. Désemparée, Nicole quitte l'école ; elle demande à Christina de venir aussi, mais celle-ci est trop malade et est effrayée.
Christina, paniquée, raconte tout à Alfred. Il ne la croit pas, mais il enquête sur la piscine. Cette nuit-là, Christina entend des bruits et se promène dans l'école. Lorsqu'elle se rend compte que quelqu'un la suit, elle retourne en courant dans sa chambre. Elle y trouve le cadavre de Michel immergé dans la baignoire pleine d'eau. Michel se redresse lentement, cadavérique, terrifiant Christina qui fait une crise cardiaque et meurt. 
Michel et Nicole célèbrent la réussite de leur plan en s'étreignant : ils ont piégé Christina depuis le début, Michel agissant comme un fantôme vengeur et Nicole incitant Christina à avoir de plus en plus peur jusqu'à ce que son cœur lâche. Alfred, ayant entendu leur conversation, ouvre grand la porte et coupe net leur joie en leur annonçant qu'ils écoperont plutôt de quinze à vingt ans de bagne selon l'avocat.
L'école est fermée à la suite du scandale. Alors que les enfants et les enseignants quittent l'école, le même garçon qui avait auparavant brisé une fenêtre en brise une autre. Lorsqu'on lui demande comment il a récupéré son lance-pierres, le garçon répond avant d'être puni que c'est Christina qui le lui a donné.

## Fiche technique
- Titre : Les Diaboliques
- Réalisation : Henri-Georges Clouzot
- Scénario et adaptation : Henri-Georges Clouzot d'après le roman Celle qui n'était plus, de Boileau-Narcejac (éditions Denoël)
- Dialogues : Henri-Georges Clouzot, Jérôme Géronimi, René Masson, Frédéric Grendel
- Producteurs : Henri-Georges Clouzot, Georges Lourau
- Sociétés de production : Vera Films, Filmsonor
- Sociétés de distribution : Cinédis, Ariane Distribution (1993), Les Acacias (1996), Tamasa Distribution (années 2000), René Chateau vidéo (DVD, 2000), Dear Films (Italie), Kino International (en) (États-Unis), Ciné Vog Films (Belgique), Helsinki-Filmi (Finlande), TF1 International (ventes internationales)
- Musique : Georges van Parys (éditions Choudens)
- Photographie : Armand Thirard
- Son : William-Robert Sivel
- Montage : Madeleine Gug
- Décors : Léon Barsacq
- Costumes : Carven
- Photographe de plateau : Leo Mirkine
- Pays d'origine :  France
- Tournage : 
  - Intérieurs : Franstudio (Saint-Maurice)
  - Extérieurs : Paris (12e arrondissement), Chevreuse, L'Étang-la-Ville, Montfort-l'Amaury (Yvelines), Bressuire, Niort (Deux-Sèvres)
- Format : noir et blanc — 35 mm — 1,37:1 — son monophonique (système ARTEC)
- Genre : drame, thriller
- Durée : 114 minutes
- Date de sortie :
  - France : 29 janvier 1955
- Reprises en France : 3 février 1993, 30 octobre 1996, 24 octobre 2017 (vidéo) et 8 novembre 2017 (cinéma) pour la version restaurée
- Mentions CNC : interdit aux moins de 16 ans à sa sortie en salle, puis tous publics et art et essai de nos jours (visa no 14131)

## Distribution
- Simone Signoret : Nicole Horner, professeur de latin, maîtresse de Michel Delassalle
- Véra Clouzot : Christina Delassalle, professeur d'anglais, femme de Michel
- Paul Meurisse : Michel Delassalle, directeur de l'institut privé Delassalle, mari odieux
- Charles Vanel : le commissaire à la retraite Alfred Fichet
- Pierre Larquey : M. Drain, un enseignant de l'institut Delassalle
- Michel Serrault : M. Raymond, un enseignant de l'institut Delassalle
- Jean Brochard : M. Plantiveau, concierge de l'institut
- Noël Roquevert : M. Herboux, mari d'une agrégée de grammaire, locataire râleur de Nicole à Niort
- Georges Chamarat : le docteur Loisy, cardiologue
- Thérèse Dorny : Mme Herboux, agrégée de grammaire, locataire de Nicole à Niort
- Aminda Montserrat : Mme Plantiveau
- Madeleine Suffel : la dégraisseuse (non créditée)[2]
- Jean Témerson : le garçon d'hôtel
- Jacques Hilling : l'employé de l'institut médico-légal
- Robert Dalban : le pompiste
- Jacques Varennes : le docteur Bridoux, un professeur de médecine qui ausculte Christina
- Georges Poujouly : Soudieu, élève de l'institut
- Yves-Marie Maurin : le jeune Moynet, élève de l'institut
- Jean Lefebvre : Robert, un deuxième classe ivre
- Camille Guérini : le photographe
- Henri Coutet : l'employé de la morgue (non crédité)[2]
- Henri Humbert : le jeune Patard, élève de l'institut (non crédité)[2]
- Michel Dumur : le jeune Ritberger, élève de l'institut (non crédité)[2]
- Jean-Pierre Bonnefous : le jeune Gascuel, élève de l'institut (non crédité)[2]
- Roberto Acon Rodrigo : le petit Joselito, élève de l'institut (non crédité)[2]
- Jean Clarieux : le chauffeur de taxi (non crédité)[2]
- Christian Brocard : un homme à la morgue (non crédité)[2]
- Jimmy Urbain : un élève de l'institut (non crédité)[2]
- Jean-Philippe Smet : un élève de l'institut (non crédité)
- Christian Bouhier : un élève de l'institut[réf. nécessaire]
- Philippe Derouet : un élève de l'institut[réf. nécessaire]
- Zappy Max : lui-même (voix radio ; non crédité)[2]

## Production

### Inspiration
Le film est très différent du roman Celle qui n'était plus de Boileau-Narcejac car, dans celui-ci, les personnages sont inversés : l'époux et sa maîtresse assassinent l'épouse, le mari finit par se suicider tandis que c'est l'épouse qui revient à la vie. L'époux est un simple voyageur de commerce, l'épouse est une femme au foyer à Enghien-les-Bains et la maîtresse, médecin à Nantes, est montrée comme ayant un statut social et une intelligence plus élevés. Celle-ci est en fait la maîtresse des deux époux et les manipule.
Henri-Georges Clouzot place une partie de l'action à Niort, ville dont il était originaire.

### Choix des interprètes
Parmi les élèves du pensionnat se trouvent trois enfants qui deviendront célèbres : Georges Poujouly, Yves-Marie Maurin (frère de Patrick Dewaere) et Jean-Philippe Smet, futur Johnny Hallyday.
Dans le film, font leur apparition les acteurs Jean Lefebvre (en soldat ivre) et Michel Serrault, qui débutait au cinéma.
Le commissaire Fichet, joué par Charles Vanel, a souvent été mentionné comme probable inspiration pour le personnage de Columbo, créé pour la télévision et le théâtre au début des années 1960, puis définitivement incarné par Peter Falk au tournant des années 1970.

### Tournage
Le pensionnat Delasalle est le château de L'Étang-la-Ville dans les Yvelines, à l'époque laissé à l'abandon, après son utilisation comme casernement par un régiment allemand pendant l'occupation. Henri-Georges Clouzot avait fait creuser dans la cour une piscine sommaire sans arrivée ni évacuation d'eau, mais profonde. Après y avoir tourné quelques scènes d'intérieur, Clouzot songea à transformer le château en studio de cinéma puis y renonça devant l'ampleur des travaux. Quinze années plus tard, la commune de L'Étang-La-Ville racheta puis restaura le château pour en faire sa mairie.

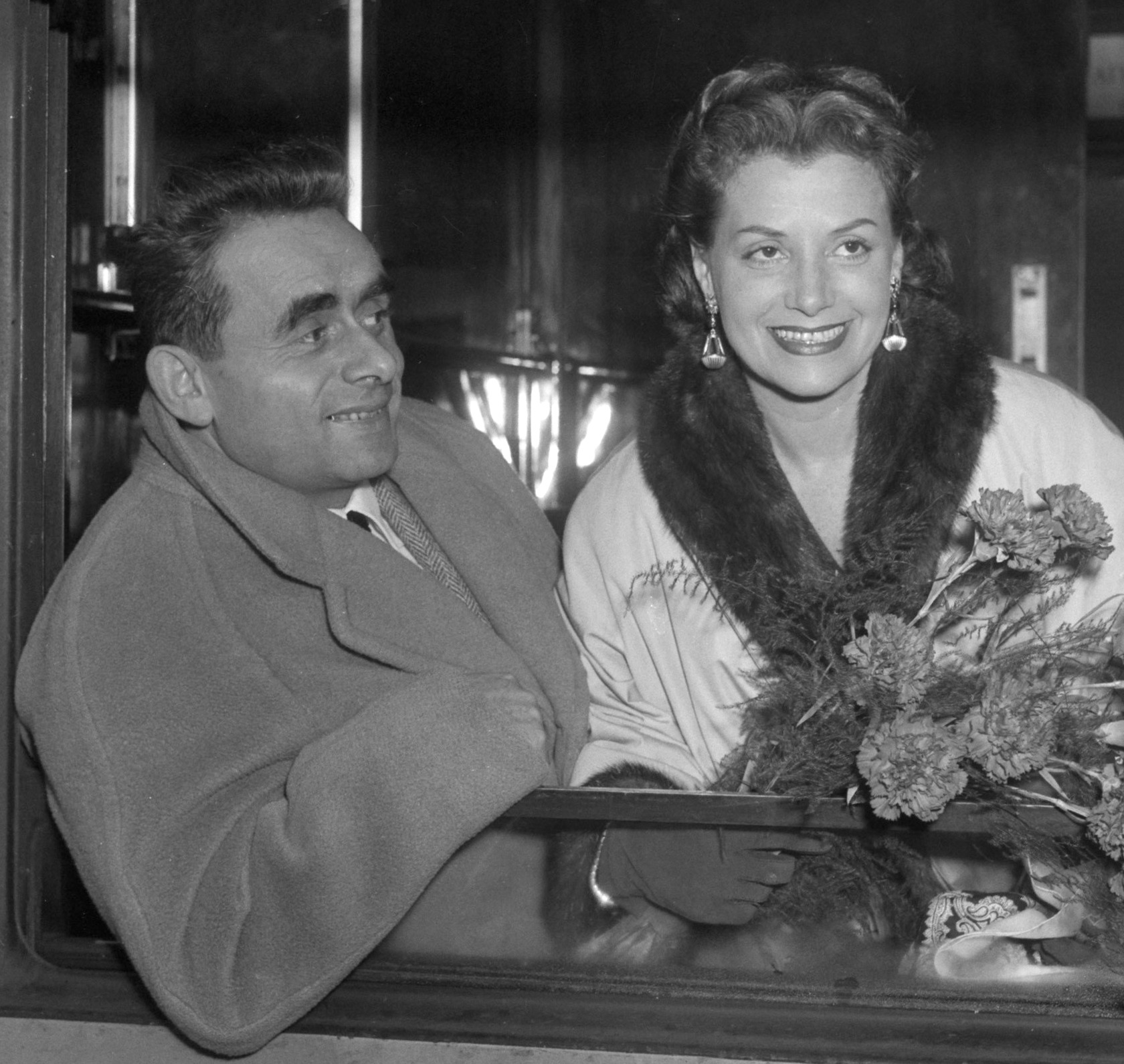
Henri-Georges et Véra Clouzot en 1953.

La scène du transport de la malle hors de la maison de Nicole a été tournée à Montfort-l'Amaury, 8 rue de Dion. Henri-Georges Clouzot résidait, à cette époque, dans cette petite ville des Yvelines où d'ailleurs les extérieurs du film Le Corbeau ont été filmés.
Clouzot était un maniaque du réalisme : les scènes de nuit étaient réellement tournées la nuit, avec tous les inconvénients que cela entraîne.
La scène d'immersion du cadavre dans la piscine a été tournée avec un vrai corps, celui bien vivant du garde-barrière tout proche. Cette scène nocturne a donné lieu à trois ou quatre prises, perturbées par des aboiements, des claquements de portière, l'indiscipline des gens du village venus assister à « l'exploit », au grand dam du garde-barrière frigorifié. Tout cela pour qu'à l'écran le corps chutant ne soit pas visible.
Clouzot était extrêmement exigeant avec Véra Clouzot, son épouse dans la vie, comme avec tous ses acteurs. Il pouvait la secouer physiquement, lui crier après, la pousser à bout ou lui faire refaire dix-huit prises d'une scène de quelques secondes.

### Musique
Le film présente une particularité dans sa non-utilisation de la musique. En effet, elle est composée par Georges van Parys, et ne dure que 2 min 21 s. Avec 1 min 57 s pour le générique de début et 24 secondes pour celui de fin. Elle est totalement absente du reste du film.

## Autour du film
- Le film présente deux retournements finaux, présentés l'un après l'autre. Un carton apparaît même en début de générique de fin invitant les spectateurs à ne pas raconter le dénouement du film à leurs amis afin de ne pas leur gâcher le plaisir : « Ne soyez pas diaboliques. Ne détruisez pas l’intérêt que pourraient prendre vos amis à ce film. Ne leur racontez pas ce que vous avez vu »[5]. Ce type d'avertissement sera utilisé cinq ans plus tard par Alfred Hitchcock lors de la sortie de Psychose[5].
- Après le succès du film, le réalisateur Alfred Hitchcock demanda à Boileau-Narcejac de lui écrire un scénario dans la même veine que celui des Diaboliques ; cela aboutit au film Sueurs froides[4].

## Distinctions
- Prix Louis-Delluc en 1954.
- Prix du meilleur film étranger lors des New York Film Critics Circle Awards 1955.
- Prix Edgar-Allan-Poe du meilleur film étranger en 1956.

## Postérité
- Le film a fait l'objet en 1996 d'un remake réalisé par Jeremiah S. Chechik, sous le titre Diabolique, interprété par Sharon Stone (la maîtresse), Isabelle Adjani (la femme) et Chazz Palminteri (le mari). La fin en est toutefois très différente.
  - Avant ce remake, une première adaptation américaine en avait été donnée en 1974 pour la chaîne télévisée ABC, intitulée Reflections of Murder (en) avec Tuesday Weld, Joan Hackett et Sam Waterston. Puis une autre en 1993 pour la chaîne télévisée NBC, La Maison des mystères (House of Secrets) avec Melissa Gilbert, Bruce Boxleitner et Kate Vernon.
- Dans le film La Fille publique (2013) de Cheyenne Carron, les personnages principaux discutent du film.